# Площадь Отель-де-Виль

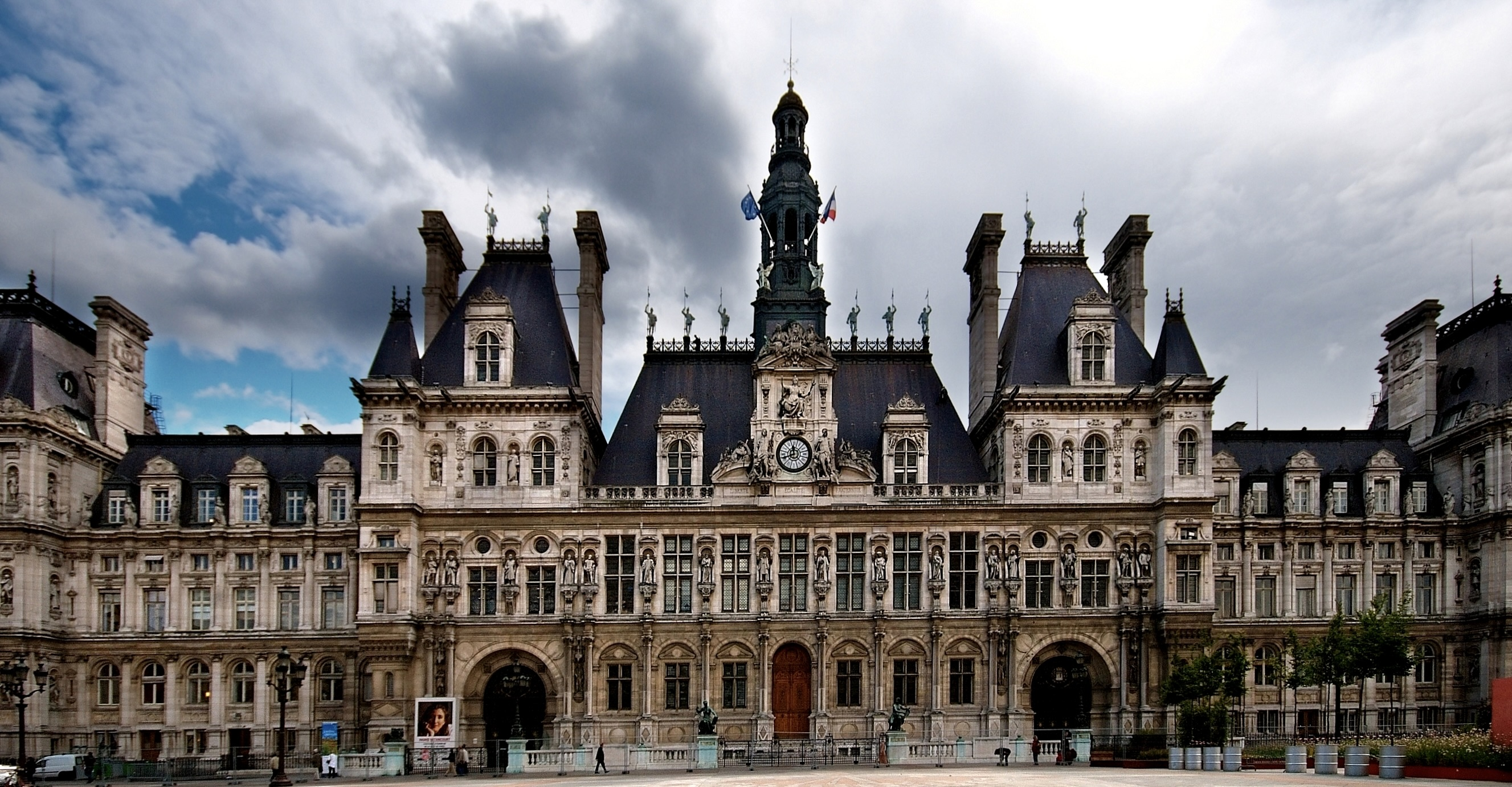
Площадь и ратуша сегодня

Площадь Отель-де-Виль (фр. place de l'Hôtel-de-Ville) — площадь перед городской мэрией в 4-м муниципальном округе Парижa.
До 1803 года носила название Гревская площадь (фр. place de Grève), происходящее от французского слова grève, которое означает плоский берег моря или реки, покрытый галькой или песком. В этом месте, на правом берегу реки Сены, была первая речная пристань Парижа. Здесь всегда было можно заработать на погрузке или разгрузке судов, отсюда французские выражения être en grève и faire (la) grève — «работать на Гревской площади», ныне обозначающие «бастовать» — совершенно противоположное значение первоначальному.

## Место казней

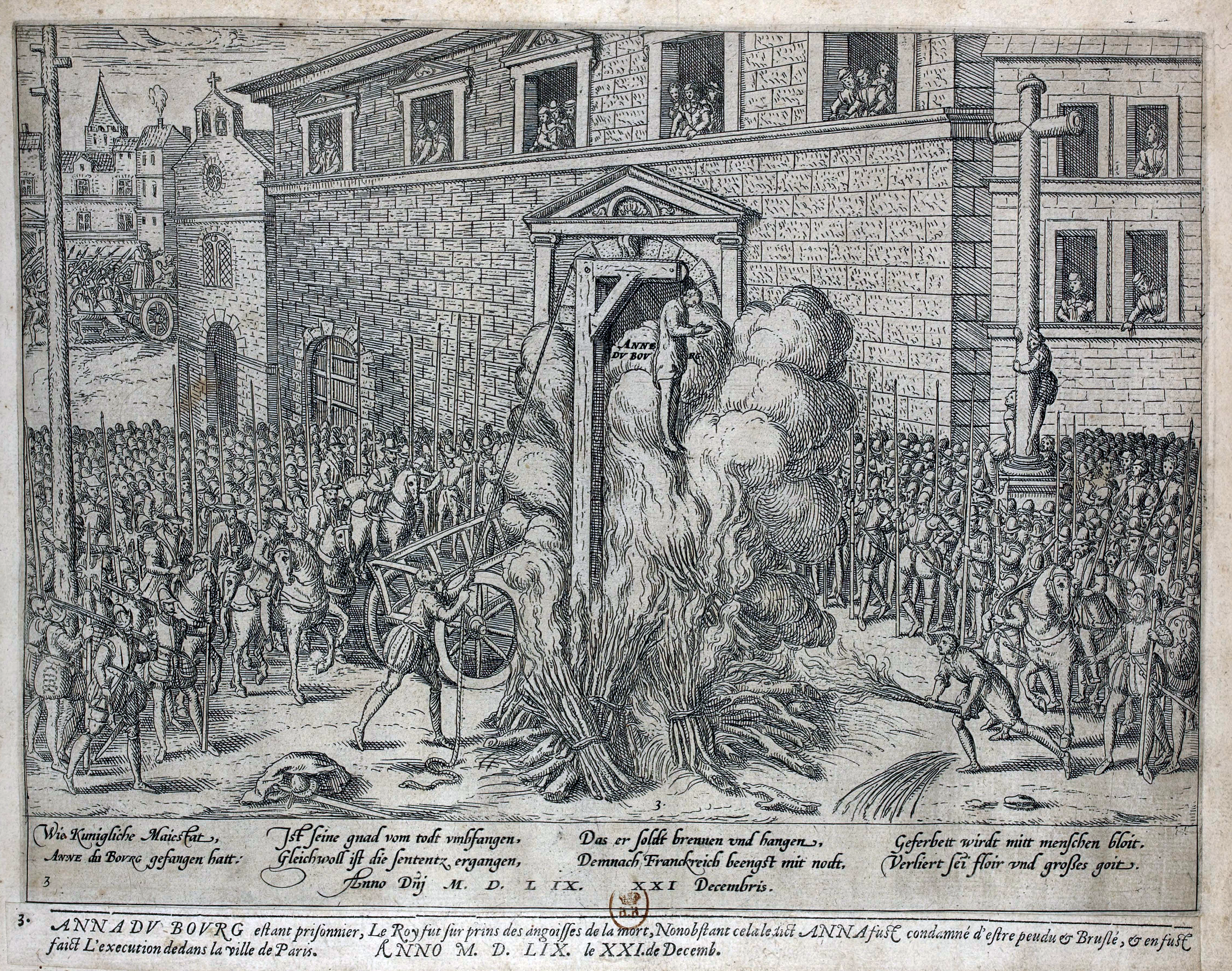
Казнь Анна дю Бура на Гревской площади

В 1239 году папа Григорий IX распорядился изъять у евреев все рукописные экземпляры Талмуда. Хотя указания римского папы были разосланы многим монархам и архиепископам, выполнил их только король Франции Людовик IX. Летом 1240 года на Гревской площади были публично сожжены 20 телег рукописных книг Талмуда, отобранных у французских евреев.
Основная причина последующей известности Гревской площади — публичные смертные казни, проводившиеся на протяжении нескольких веков. 
Применялись варварские методы казней: сожжение на костре, четвертование, повешение, для этого на площади стояли виселица и позорный столб. 
В средневековой Франции было принято преступников из числа простых людей вешать, преступникам-аристократам отрубать голову, разбойников — колесовать, а еретиков и ведьм сжигать на кострах, фальшивомонетчиков же варили заживо в котле.
На Гревской площади были казнены:
- Маргарита Поретанская (1310),
- Анн дю Бур (1559),
- Жозеф де Ла Моль и Аннибал де Коконнас (апрель 1574),
- Габриэль де Монтгомери (июнь 1574),
- Жак Клеман (1589, точнее, четвертованию на площади подверглось мёртвое тело Клемана, убитого на месте преступления телохранителями),
- Франсуа Равальяк (1610),
- Луи-Доминик Картуш (1721),
- Робер-Франсуа Дамьен (1757),
- Томас Артур де Лалли-Толендаль (1766).

## Гильотина
25 апреля 1792 года на Гревской площади впервые в качестве орудия казни была использована гильотина. Был казнён простой вор Николя Пеллетье. Толпа зевак, больше привычная к «изысканным» казням, была разочарована быстротой казни на гильотине.
Вскоре гильотина переехала с Гревской площади на площадь Революции (ныне Площадь Согласия), где и произошло большинство казней Революции.

## Площадь сегодня
19 марта 1803 года Гревская площадь была переименована в площадь Отель-де-Виль. Длина площади — 155 метров, ширина — 82 метра. С 1982 года площадь стала пешеходной зоной. 
Зимой здесь заливают каток для желающих покататься на коньках, летом устраивают пляжный волейбол.

## В литературе
- Виктор Гюго в романе «Собор Парижской Богоматери» назвал Гревскую площадь символом средневекового правосудия — жестокого и кровавого.
- Площадь неоднократно упоминается в романе Виктора Гюго «Последний день приговорённого к смерти».
- В романе Анн Голон из серии «Анжелика» на Гревской площади должен был быть казнён граф Жоффрей де Пейрак.
- В романе Александра Дюма «Виконт де Бражелон, или Десять лет спустя» на Гревской площади были казнены чиновники Лиодо и Д’Эмери.
- В романе Патрика Зюскинда «Парфюмер. История одного убийцы» неоднократно упоминается площадь.